# آنا بيترسن
آنا بيترسن (بالدنماركية: Anna Petersen)‏ هي رسامة دنماركية، ولدت في 20 فبراير 1845 في كوبنهاغن في الدنمارك، وتوفي بنفس المكان في 6 أكتوبر 1910.